# Tombe du serdar Jole Piletić à Niš
La tombe du serdar Jole Piletić à Niš (en serbe cyrillique : Гробница са спомеником сердару Јолу Пилетићу у Нишу ; en serbe latin : Grobnica sa spomenikom serdaru Jolu Piletiću u Nišu) se trouve à Niš, dans la municipalité de Palilula et dans le district de Nišava, en Serbie. Elle est inscrite sur la liste des monuments culturels protégés de la République de Serbie (identifiant no SK 686),,.

## Présentation
La tombe et le monument de Jole Piletić (1814-1900) sont situés dans le Vieux cimetière de Niš. Le monument a été réalisé après 1900.
Jole Piletić, de la tribu des Piper au Monténégro, est un chef militaire et un homme d'État monténégrin ; il est le fils du voïvode Ilija Plamenac. Dès l'âge de 12 ans, il a participé aux premiers conflits contre les Ottomans ; à la suite de la bataille de Grahovo (1858), il a été nommé nommé serdar par le prince Nicolas Petrović-Njegoš en 1860. Il se distingue dans les guerres de 1877-1878 contre les Turcs mais, après un différend avec le prince Nicolas, il a quitté le Monténégro en 1880. À partir de ce moment, il a vécu à Niš et a reçu des biens, une maison et une pension du gouvernement serbe. En 1885, il a participé à la guerre serbo-bulgare en tant que volontaire aux côtés de Nikola Rašić. Il est mort à Niš en 1900 et a été enterré dans le vieux cimetière de la ville.
Au-dessus de la tombe familiale s'élève un monument en marbre noir, réalisé  par des artisans de Niš ; il est très simple, sans ornements. De forme pyramidale avec un piédestal à gradins, il est entouré d'une clôture en fer forgé.